# Ikram Antaki
Ikram Antaki (Damasco, 9 luglio 1948 – Città del Messico, 31 ottobre 2000) è stata una scrittrice messicana di origine siriana.

## Biografia
Sua madre era un'esperta ed appassionata della letteratura russa del XIX secolo e suo nonno fu l'ultimo governatore turco di Antiochia, coraggioso al punto di salvare migliaia di armeni dal genocidio di cui questo popolo fu vittima nella Turchia di quel periodo.
A quattro anni cominciò a frequentare una scuola di monache francescane francesi e, completato il ciclo di studi, partì per la Francia, dove, presso l'Università di Parigi VII,  approfondì lo studio delle letterature comparate, antropologia sociale e etnologia del mondo arabo. Nel 1975, secondo le stesse parole della scrittrice, si propose di viaggiare "fino alla fine del mondo". Aprì un compasso e collocò una delle estremità nella sua città natale e l'altra nel punto più distante possibile, che risultò essere il Messico, paese del quale avrebbe acquisito la cittadinanza e dove avrebbe risieduto fino alla morte.
Antaki pubblicò 29 libri in lingua spagnola, francese e araba. Durante la sua permanenza in Messico collaborò con i canali televisivi 11 e 13, ma raggiunse la popolarità grazie ai suoi interventi poco ortodossi all'interno di un notiziario radiofonico, Monitor. Amava dichiarare che la generazione di giovani che aveva partecipato al movimento del 1968, in Messico, era stata la più povera intellettualmente dell'intero XX secolo, che la democrazia non esisteva né all'interno della famiglia, né della scuola e che i plebisciti erano un'invenzione del fascismo.
Quelli che ebbero modo di scrivere di lei, la descrissero come una persona estremamente riservata. Lo scrittore e giornalista messicano Germán Dehesa disse di lei che era una scrittrice che sapeva tutto, eccetto...vivere. I suoi lettori, d'altra parte, apprezzano la serenità che traspare dai suoi scritti, la profondità della sua ricerca nell'animo umano e la sua originalità.
Morì il 31 ottobre 2000, a Città del Messico. Suo figlio è il regista messicano Maruan Soto Antaki.

## Opere
Elenco incompleto delle opere di Ikram Antaki:
- El pueblo que no quería crecer (Il popolo che non volle crescere, 2000)
- El espíritu de Córdoba (Lo spirito di Cordoba)
- A la vuelta del milenio
- El Manual del ciudadano contemporáneo (Manuale del cittadino contemporaneo, 2000)
- El Secreto de Dios

| Controllo di autorità | VIAF (EN) 64023833 · ISNI (EN) 0000 0000 5945 1739 · LCCN (EN) n84162601 · GND (DE) 1056750731 · BNE (ES) XX828310 (data) · BNF (FR) cb12042091w (data) · J9U (EN, HE) 987009877280005171 |